# La Cumparsita
La Cumparsita je tango z znano melodijo ter dvema različicama besedil. La Cumparsita je navadno zadnja skladba na milongi - (»ultimo, el ultimo tango«) - sledi ji lahko le še kakšna druga izvedba Cumparsite. 
Leta 1917 ustvarjena skladba je največkrat reinterpretirana skladba v pop kulturi nasploh (več kot 4000 različic), sledi ji Yesterday ansambla The Beatles. Skladbo La Cumparsita igra praviloma vsak tango orkester. Avtor skladbe je tedaj 17-letni Gerardo Matos Rodriguez, prvi pa jo je zaigral orkester Roberta Firpa v kavarni La Giralda v Montevideu, glavnem mestu Urugvaja. 
La Cumparsita prihaja iz italijanske besede »comparsa«, ki pomeni študentsko povorko, tudi karneval in maškarado, na kateri udeleženci nosijo sicer navadne obleke, toda tudi maske. 

## Skladatelji
Delo je bilo anonimno - mladi avtor iz skromnosti ali naivnosti takrat ni navedel svojega imena, čeprav ga je Firpo zagotovo poznal. Roberto Firpo je dokončal Cumparsito: drugi stavek je napisal na podlagi gradiva iz svojih tangov, nato pa dodal tretji stavek z glasbo iz Verdijeve opere Trubadur. Cumparsita ima tako dejansko tri skladatelje: Rodrigueza, Firpa in Verdija, čeprav Firpo nikoli ni menil, da je upravičen zahtevati soavtorstvo, saj je menil, da je za uspeh dela v celoti zaslužen prvi stavek, ki je pripadal Matosu Rodriguezu.